# Monash-universiteit
Monash-universiteit is een Australische universiteit, gevestigd in Melbourne. Ze is de tweede universiteit in de deelstaat Victoria, naast de oudere Universiteit van Melbourne, maar ze heeft meer studenten (53.000 in 2010). Ze heeft acht campussen, waarvan zes in Australië, een in Maleisië en een in Zuid-Afrika. Daarnaast heeft ze ook nog centra in Prato (Italië) en Mumbai (India).
Ze werd gesticht in 1958 en opende haar deuren in 1961 in Clayton, een voorstad van Melbourne. Ze is daarmee het jongste lid van de Group of Eight, de acht belangrijkste Australische universiteiten. Ze werd genoemd naar de Australische ingenieur en generaal in de Eerste Wereldoorlog John Monash (1865-1931).
Monash-universiteit is als 61e gerangschikt in de QS World Universities Ranking voor 2012/2013. In de Academic Ranking of World Universities voor 2012 staat ze in de groep tussen 101 en 150.
In december 2011 heeft de universiteit een alliantie gesloten met de universiteit van Warwick in het Verenigd Koninkrijk. 